# TOMO (DA PUMP)
TOMO (トモ、 1981年2月2日 - ）は、日本のダンサー、振付師、歌手で男性ダンス&ボーカルグループ・DA PUMPのメンバーである。
本名、谷口 知広（たにぐち　ともひろ)。愛知県尾張旭市出身。血液型はAB型。主なダンスジャンルはクランプ、ヒップホップ、カポエイラ。所属事務所はライジングプロダクション。所属レコード会社はエイベックス（レーベルはSONIC GROOVE）。名古屋観光文化交流特命大使。尾張旭市ふるさと大使。

## 人物
- 尾張旭市立三郷小学校[7]、 市立東中学校[8][6]、愛知県立瀬戸西高等学校卒業[9]。
- ダンスユニット、WEIDER BOYZのメンバー。KAMIKAZE CLOWNZにはDA PUMP KIMIと共に所属[1]。他にF.L.A.T.やCasanovaとしても活動。
- 高校3年生でダンスに出会う。沖縄アクターズスクールのオーディションに合格し東京校に通った[10]。 2001年よりカポエイラの帯取得をきっかけにロサンゼルスに渡る。2004年に映画『RIZE』に出会いKRUMPにはまり、KRUMPを日本に持ち帰り広めようと活動している。帰国後、バックダンサー、PV、CM出演など活躍[1]。ロサンゼルスにはその後も毎年の様に訪れて現地のダンスに触れ、振り付けに活かしている。シュートダンスから「U.S.A.」のいいねダンスを生み出すことにも繋がった。
- 2008年12月18日、DA PUMPに新メンバーとして加入。
- 芸術センスを持ち合わせ、DA PUMPのライブロゴや、衣装のデザインをすることもある[1]。自身のストリートブランド[11]では全てのデザインを担当。
- 音源や動画の編集もこなしDA PUMPの活動を支えてきた[12]。DA PUMP DAICHIの発案で「Do it!宙にジャンプ」（「桜」のカップリング曲）のMVを自主制作した際にはその技術を活かし構成・編集を行った[13]。
- 楽曲制作も行い[14] 自身がMCのラジオ番組「渋谷女子企画」[15]のエンディングテーマ曲にも採用されている[16][17]。ライブではラップやコーラスを担当することもある。
- DA PUMP公式ブログをスタートから表立った活動が無い時期もコンスタントに更新し続けてきた。SNSも使って常に発信し続けており、2020年の緊急事態宣言中もSNSで回ってきたバトンを全て行い次の人に繋げるだけでなく、ダンス動画やインスタライブなど活発に活動していた。
- Blue Printにも所属[18]。ダンサーが主要キャストを務める演劇、ダンスの枠に捉われない舞台に、結成以降、毎年関わり出演もしてきた。主宰のJUNさんを人生、ダンスの師匠と仰いでいる[19]。
- DA PUMPでの担当カラーは黄色。好きな色はターコイズブルー。
- ドレッドの髪型が特徴的だが短髪時代も様々なヘアスタイルを自分のものにしグループのビジュアルアクセントを担ってきた。
- 地元の愛知県をこよなく愛している[1]。喋ると名古屋弁が出る。 FM AICHIのレギュラーラジオ番組「DA PUMP TOMO の Link Up Station」では“愛知県出身のDA PUMP TOMOが東海エリアを盛り上げたいという想いで様々な人や場所をLink Upしていくエリア密着型情報番組”をコンセプトにアパレルブランドSAPEurのNobunagaとMCを務めていた[20][21]。
- 身長175cm、体重60kg。靴のサイズは27[22]～28[23] cm
- ダウンタウン好きでふたりの出身地尼崎の聖地巡りや楽曲の動画制作[24] を行い、レギュラー番組のDVD発売イベントにも参加している。「U.S.A.」がヒットし出演した「HEY!HEY!NEO!」で初共演し念願叶って目の前でのパフォーマンス披露と座りトークを果たした。収録の夜には感極まり、収録日の9月27日（放送は同年10月1日）をダウンタウン記念日とした[25][26]。
- お笑い好きで、レギュラー番組「OH!舞DA PUMP!!」できつねとコラボして音楽ネタを作りお笑いライブに飛び入り参加した。
- 高校時代にスノーボードを始め、スノボ熱が再燃して以来、冬は頻繁に雪山に出かけている。複数のスノーボーダーと親交がありオリンピック選手の冨田せな・るき姉妹と共に滑りながら指導を受けることもある[27][28]。
- 「怒ったら負け」がモットー。
- 食べ物の好き嫌いがなくコンビニのパンもA5ランクの肉も美味しさは一緒という味覚の持ち主。辛い物好き。
- 2021年5月3日、以前より予告していた自身のYouTubeチャンネル[29] を開設、8日に初の生配信を行うことを告知した。通称を「アメちゃん」とし以後活発に動画をDROPしている。
- 尾張旭市の名物いちじく、紅茶をPRする市のスタンプラリーの広報活動にYouTubeチャンネル「アメちゃん」を使って協力。市長との特別対談も行った[30][31][32]。
- 「Lean Back～俺たちのキーワード～」[33]（2022年3月23日発売アルバム『DA POP COLORS』収録）[34]をプロデュースした。
- 2022年11月23日開催のShibuya StreetDance Week2022[35]アンバサダーにDA PUMP YORIと共に就任[36][37]。「Lean Back ～俺たちのキーワード～」が公式テーマソングに採用されMVも作成された[38][39]。悪天候により会場でのイベントは中止となったがイベントで披露される予定だったMV出演のキッズダンサー達とのダンス映像を収録し後日公開された[40]。
- 尾張旭市初のふるさと大使を委嘱され2024年2月2日の誕生日に尾張旭市ふるさと大使に就任。3月30日城山公園さくらまつりイベントステージにて、お披露目式と記念ダンスイベントが行われた[41][6]。

- 2024年3月19日、一般女性と結婚したことをDA PUMPのSNS等を通じて発表した[42][43]。

## 振付

### 楽曲
- DA PUMP(明示されている代表曲のみ記載)
  - U.S.A.[44]（2018年6月6日発売）DA PUMP KENZOと共同振付[45]
  - 桜[46]（2019年3月6日発売）DA PUMP KENZOと共同振付[47]
  - P.A.R.T.Y. 〜ユニバース・フェスティバル〜[48]（2019年8月7日発売）DA PUMP KENZOと共同振付[49]
  - Heart on Fire[50]（2020年3月25日発売）DA PUMP KENZOと共同振付[51]
  - Fantasista～ファンタジスタ～[52]（2020年9月30日発売）DA PUMP KENZOと共同振付[53]
  - DA FUNK[54]（2022年3月23日発売）DA PUMP KENZOと共同振付[55]
  - サンライズ・ムーン〜宇宙に行こう〜[56]（2023年6月7日発売）[57]
  - E-NERGY BOYS[58]（2024年2月21日発売「Use Your Body」と両A面）Ami Takashimaと共同振付
- 田中れいな
  - アクロBADガール[59]（2018年9月7日単独ライブにて初披露、未発売）[60]
- 島谷ひとみ
  - Vivace![61]（2018年11月28日発売アルバム『misty』収録）[62]
- 崎山つばさ
  - ダンシング☆サムライ[63]（2018年12月19日発売アルバム『UTOPIA』収録）DA PUMP KENZOと共同振付、MV出演
  - 太陽系デスコ -崎山つばさver.-[64]（2019年8月7日発売）DA PUMP KENZOと共同振付、MV出演
- 藤あや子 feat.m.c.A・T
  - 秋田音頭‐AKITA・ONDO-[65]（2019年1月1日発売）
- 純烈
  - 純烈のハッピーバースデー[66]（2019年5月15日発売)  DA PUMP U-YEAHと共同振付[67]
  - 君がそばにいるから[68]（2021年2月3日発売)  DA PUMP U-YEAHと共同振付[69][70]
- MAX
  - JAPAN JAPAN JAPAN[71]（2019年7月31日発売アルバム『NEW EDITION II 〜MAXIMUM HITS〜』リード曲）
- SKE48
  - ソーユートコあるよね?[72]（2020年1月15日発売）  DA PUMP U-YEAH・KENZO・DAICHIと共同振付[73]
- Lead
  - Tuxedo～タキシード～[74]（2020年9月23日発売）[75]
- lol
  - Fever Fever[76]（2022年8月10日発売デジタルシングル、10月26日発売アルバム『AMBER』収録）[77][78]

### その他
- DA DA ダンス（2018年 - 2019年、フジテレビ）振付や出演で不定期参加
- 超新感覚ライブエンタテインメント「NO BORDER」（2019年7月7日 - 9月16日）DA PUMP KENZOと共同振付[79][80][81] およびモーションキャプチャー[82]。
- 名古屋市健康増進課「#Nagoyaモーニングダンス プロジェクト」(2020年)[83][84][85]
  - Nagoyaモーニングダンス
  - Nagoyaモーニングダンスゆっくりバージョン
- 文部科学省後援プロジェクト「#がんばれコーラスプロジェクト」(2020年)DA PUMP KENZOと共同振付[86][87]
- みんなDEどーもくん!（2020年9月27日初回放送、NHK BSプレミアム）
  - イカはイカすぜ☆クラーケン子ちゃん
- 「チコちゃんに叱られる！on STAGE」～そのとき歴史はチコっと動いた！～（2022年3月18日 - 3月21日日本青年館ホール、3月26日 - 3月27日サンケイホールブリーゼ）[88]3月18日13:00公演のみゲスト出演
- 劇場版「チコちゃんに叱られる！on STAGE」[89][90][91]舞台映像が映画化され2022年10月7日公開
- 横浜市鶴見区商店街MV振付&制作（2022年）ひかりTV「OH!舞DA PUMP!!エボリューション」内企画

## 出演

### テレビドラマ
- ハンチョウ〜神南署安積班〜シリーズ4 7話（2011年、TBSテレビ） - ライブハウス従業員・新田照雄 役[92]
- アスコーマーチ 4話（2011年、テレビ朝日） - 不良役
- ドン★キホーテ 9話（2011年、日本テレビ） - 鯵沢組組員役
- ストロベリーナイト  4話（2012年、フジテレビ）  - 安井五郎 役[93]

### 映画
- クローズEXPLODE（2014年、東宝）[94]
- 劇場版 仮面ライダージオウ Over Quartzer（2019年、東映）[95] - クォーツァーの一員:Q-TOMO 役[96]

### ネット配信ドラマ
- Soldiers～慈しむ者たち～（2020年12月6日初回放送アーカイブ有、ひかりTVチャンネル）＃1 - 主演・安藤裕一 役

### ネット配信
- 水曜日のエンタメライブ（2018年、LINE LIVE） - DA PUMP KIMIと共にMC（月１回水曜日）
- OH!舞DA PUMP!!（2018 - 2021年 、ひかりTVチャンネル、dTVチャンネル） - レギュラー（毎週日曜19:30～20:00）
- OH!舞DA PUMP!!エボリューション（2022年1月16日 - 2022年12月25日、ひかりTVチャンネル） - レギュラー（毎週日曜19:30～20:00）

### ラジオ
- 渋谷女子企画（2015年 - 、渋谷クロスFM）[97] - 毎月第1週金曜MC(19:00〜19:50)
- DA PUMP TOMO の Link Up Station（2022年1月6日 - 2022年10月27日、FM AICHI） - 毎週金曜MC(21:30〜21:55)

### バラエティ番組
- さんわグループPresents NEW REVOLUTION（2023年3月21日、テレビ愛知）2月5日に千種文化小劇場（ちくさ座）で開催されたダンスコンテスト、「NEW REVOLUTION」の模様を伝える特別番組
- それSnow Manにやらせて下さい（2024年2月23日、TBS）
- 木7◎×部（2024年3月7日、フジテレビ系）
- さんわグループPresents NEW REVOLUTION（2024年3月30日、テレビ愛知）3月10日に今池ガスホールで開催されたダンスコンテスト、「さんわグループPresents NEW REVOLUTION 2023 GRAND CHAMPIONSHIPS」の模様を伝える特別番組
- 高見沢俊彦の美味しい音楽 美しいメシ（2024年8月9日、BS朝日） - U-YEAH、KIMIと出演[98]

### MV
- 玉置成実
  - Reason[99]（2004年11月10日発売）ダンサーとして出演[100]

- 崎山つばさ
  - ダンシング☆サムライ[101]（2018年12月19日発売アルバム『UTOPIA』収録）DA PUMP KENZOと共同振付および出演
  - 太陽系デスコ -崎山つばさver.-[102]（2019年8月7日発売）DA PUMP KENZOと共同振付および出演

- 純烈
  - だってめぐり逢えたんだ[103]（2023年2月8日発売）関係者のひとりとしてDA PUMP U-YEAHと出演

### 舞台
Blue Printの公演
- Blue Print Vol.1「アグレソの石」（2012年6月14日 - 17日、新宿SPACE107、脚本:西条みつとし、脚色・演出：大関真）
- Blue Print Vol.2「死神パレード」（2012年12月12日 - 日、浅草橋アドリブ小劇場、脚本:福田昌平、脚色・演出：大関真）
- Blue Print Vol.3「ＤＯＲＯＮ！」（2013年6月6日 - 9日、新宿SPACE107、脚本:西条みつとし、脚色・演出：大関真）
- Blue Print Vol.4「Monkey Magic」（2014年6月25日 - 6月29日、シアターグリーンBIG TREE THEATER、脚本:西条みつとし、脚色・演出：大関真）
- Blue Print Vol.5「鬼ヶ島」2015年6月24日 - 6月28日、CBGKシブゲキ!!、脚本:西条みつとし、脚色・演出：大関真）
- Blue Print Vol.6「RAT BOY」（2016年6月23日 - 6月27日、CBGKシブゲキ!!、脚本：大竹浩一）DA PUMP DAICHIゲスト出演
- Blue Print Vol.7「父親参観日」（2017年8月2日 - 8月6日、CBGKシブゲキ!!、脚本・演出：福島カツシゲ）[105]
- Blue Print Vol.8「BASHAAAAAAAN!!」（2018年5月9日 - 5月13日、俳優座劇場、脚本・演出：おおたけこういち）[106]
- Blue Print Vol.9「SHOWとコント」（2019年7月31日 - 8月4日、CBGKシブゲキ!!、脚本・演出：おおたけこういち）8月1日ゲスト出演[107]
- Blue Print Vol.10「TORI STORY～ウィーキャンフラーイ～」（2020年7月31日 - 8月2日、CBGKシブゲキ!!、脚本・演出：おおたけこういち）[108]
- Blue Print Vol.11 10th Anniversary「BASHAAAAAAAN!! -THE WORLD OF AQUARIUM-」（2021年7月14日 - 7月18日、俳優座劇場、脚本・演出：おおたけこういち)振付のみ一部参加し出演なし
- Blue Print Vol.12 「Heart Land」（2022年8月31日 - 9月4日、CBGKシブゲキ!!、脚本・演出：おおたけこういち）8月31日ゲスト出演
- Blue Print presents.「O-JA DINER」（2023年12月7日 - 12月8日、下北沢CAFE/FIELD、脚本・演出：おおたけこういち）12月8日ゲスト出演[109]
- Blue Print presents「BROTHER」（2024年11月1日 - 11月4日、新宿THEATER BRATS、構成・振付・出演：JUN／TOMO）回替わりトークゲストを迎えた二人芝居[110]
- Blue Print Produce「After The Show!!」（2025年3月28日 - 3月30日、千代田区立内幸町ホール、脚本・演出：おおたけこういち、振付：Blue Print）3月28日ゲスト出演[111]

その他
- 「チコちゃんに叱られる！on STAGE」～そのとき歴史はチコっと動いた！～（2022年3月18日 - 3月21日、日本青年館ホール、3月26日 - 3月27日、サンケイホールブリーゼ、脚本・演出：諏訪 雅）3月18日13:00公演ゲスト出演

### イベント
- 令和6年城山公園さくらまつり（2024年3月30日）[41][112][6]尾張旭市ふるさと大使お披露目式、記念ダンスイベント
- 第70回全国植樹祭5周年記念イベント～AICHI GREEN FES～（2024年5月18日）[113]